# Garncarzowate
Garncarzowate (Furnariidae) – rodzina ptaków z rzędu wróblowych (Passeriformes), obejmująca około dwustu trzydziestu gatunków ptaków, występujących wyłącznie w krainie neotropikalnej.

## Charakterystyka
Ich nazwa wywodzi się od zwyczaju budowania przez niektóre gatunki należące do tej rodziny, mocnych garncarzowatych, glinianych gniazd. Jednakże większość ptaków z tej grupy buduje klasyczne plecione gniazda na drzewach lub wykopuje tunele w skarpach ziemnych. Niezależnie od typu gniazda, wspólną cechą wszystkich gatunków jest obecność dachu (przykrycia od góry) w budowanych przez nie gniazdach. Składają do 6 białych lub blado ubarwionych jaj.

## Systematyka
Badania filogenetyczne prowadzone w ciągu ostatnich lat sugerują włączenie do tej rodziny tęgosterów (Dendrocolaptidae), które w tradycyjnym ujęciu wyodrębniane są w oddzielną rodzinę. Do garncarzowatych zwykle zalicza się też liściarki (Sclerurinae), które na Kompletnej liście ptaków świata traktowane są jako osobna rodzina (Scleruridae).
Autorzy Handbook of the Birds of the World (HBW) w 2003 roku wyróżniali 236 gatunków. Obecnie (2023) IOC wyróżnia 315 żyjących współcześnie gatunków, na liście opracowywanej przy współpracy BirdLife International z autorami HBW wyróżnia się ich 331, a w serwisie Birds of the World – 307; należy jednak zauważyć, że te trzy bazy danych do rodziny garncarzowatych wliczają obecnie zarówno tęgostery, jak i liściarki. Na Kompletnej liście ptaków świata, która traktuje tęgostery i liściarki jako osobne rodziny, do garncarzowatych zaliczane są jedynie 232 gatunki. 
Do rodziny garncarzowatych należały także żyjące w plejstocenie gatunki z rodzaju Pseudoseisuropsis – Pseudoseisuropsis nehuen, Pseudoseisuropsis cuelloi i Pseudoseisuropsis wintu, odkryte w Urugwaju i Argentynie. Na podstawie budowy czaszki umieszczono je w rodzinie Furnariidae, możliwe, że należały do tęgosterów (Dendrocolaptinae). Pozycji filogenetycznej Pseudoseisuropsis w obrębie garncarzowatych nie określiła jednoznacznie analiza filogenetyczna przeprowadzona przez Stefaniniego, Gómeza i Tambussi (2016); wynika z niej, że Pseudoseisuropsis mógł być spokrewniony z tęgosterami, należeć do garncarzy lub liściowców albo być bazalnym przedstawicielem garncarzowatych nienależącym do żadnej z podrodzin.

### Podział systematyczny
W ujęciu systematycznym według autorów Kompletnej listy ptaków świata do rodziny garncarzowatych należą następujące podrodziny:
- Xenopinae – pełzaczniki
- Berlepschiinae – palmołazy – jedynym przedstawicielem jest Berlepschia rikeri – palmołaz
- Pygarrhichadinae – drzewołaźce
- Philydorinae – liściowce
- Pseudocolaptinae – kowalczyki
- Furnariinae – garncarze
- Synallaxinae – ogończyki